# الجمباز في ألعاب غرب آسيا 2002
أُقيمت منافسات الجمباز فني في دورة ألعاب غرب آسيا 2002 في صالة اليرموك، مدينة الكويت، الكويت من 10 أبريل 2002 حتى 12 أبريل 2002.
تضمن البرنامج منافسات للرجال فقط في 8 مسابقات. شاركت 6 دول في المنافسات وهي: إيران، سوريا، الكويت، السعودية، الأردن واليمن.

## الفائزون بالميداليات
| Event           | الذهبية                                                                                           | الفضية | البرونزية                                                                                    |
| --------------- | ------------------------------------------------------------------------------------------------- | --- | -------------------------------------------------------------------------------------------- |
| الفرق           | الكويت · أحمد الدراية · فهد الغنام · أحمد الهرز · صقر الملا · محمد العمران · نايف دشتي · بدر محمد | إيران · محمود عرب · ماهان باجرانج · محمد هادي قاسمي · أحمد مجدي · مهدي نيرومند · محمد رضا سمائي · Ali Shariati | سوريا · أحمد أمير عبد الكافي · لؤي الحراكي · عامر عطار · فادي بهلوان · محمد ضاهر · صادق ضاهر |
| الفردي العام    | صقر الملا · الكويت                                                                                | محمد هادي قاسمي · إيران                                                                                        | فضية مشتركة                                                                                  |
| الفردي العام    | صقر الملا · الكويت                                                                                | فادي بهلوان · سوريا                                                                                            | فضية مشتركة                                                                                  |
| الحركات الأرضية | محمد هادي قاسمي · إيران                                                                           | فادي بهلوان · سوريا                                                                                            | أحمد الهرز · الكويت                                                                          |
| الحركات الأرضية | محمد هادي قاسمي · إيران                                                                           | فادي بهلوان · سوريا                                                                                            | ماكي المبيريك · السعودية                                                                     |
| الحركات الأرضية | محمد هادي قاسمي · إيران                                                                           | فادي بهلوان · سوريا                                                                                            | نشوان الحرازي · اليمن                                                                        |
| حصان الحلق      | نايف دشتي · الكويت                                                                                | ذهبية مشتركة                                                                                                   | نشوان الحرازي · اليمن                                                                        |
| حصان الحلق      | صقر الملا · الكويت                                                                                | ذهبية مشتركة                                                                                                   | نشوان الحرازي · اليمن                                                                        |
| الحلق           | صادق ضاهر · سوريا                                                                                 | ذهبية مشتركة                                                                                                   | ماهان باجرانج · إيران                                                                        |
| الحلق           | صادق ضاهر · سوريا                                                                                 | ذهبية مشتركة                                                                                                   | محمد ضاهر · سوريا                                                                            |
| الحلق           | أحمد الهرز · الكويت                                                                               | ذهبية مشتركة                                                                                                   | فهد الغنام · الكويت                                                                          |
| القفز           | علي العاصي · الأردن                                                                               | ذهبية مشتركة                                                                                                   | نشوان الحرازي · اليمن                                                                        |
| القفز           | ماكي المبيريك · السعودية                                                                          | ذهبية مشتركة                                                                                                   | نشوان الحرازي · اليمن                                                                        |
| المتوازي        | محمد رضا سمائي · إيران                                                                            | ذهبية مشتركة                                                                                                   | محمد هادي قاسمي · إيران                                                                      |
| المتوازي        | محمد رضا سمائي · إيران                                                                            | ذهبية مشتركة                                                                                                   | فادي بهلوان · سوريا                                                                          |
| المتوازي        | صادق ضاهر · سوريا                                                                                 | ذهبية مشتركة                                                                                                   | أحمد الدراية · الكويت                                                                        |
| العقلة          | فهد الغنام · الكويت                                                                               | محمد هادي قاسمي · إيران                                                                                        | ماهان باجرانج · إيران                                                                        |
| العقلة          | فهد الغنام · الكويت                                                                               | محمد هادي قاسمي · إيران                                                                                        | محمد أبو صالح · الأردن                                                                       |

## جدول الميداليات
*   البلد المضيف (مضيف)
| المرتبة | فريق           | ذهبية | فضية | برونزية | المجموع |
| ------- | -------------- | ----- | ---- | ------- | ------- |
| 1       | الكويت (KUW)   | 6     | 0    | 3       | 9       |
| 2       | إيران (IRI)    | 2     | 3    | 3       | 8       |
| 3       | سوريا (SYR)    | 2     | 2    | 3       | 7       |
| 4       | الأردن (JOR)   | 1     | 0    | 1       | 2       |
| 4       | السعودية (KSA) | 1     | 0    | 1       | 2       |
| 6       | اليمن (YEM)    | 0     | 0    | 3       | 3       |
| المجموع | المجموع        | 12    | 5    | 14      | 31      |

## وصلات خارجية
- المجلس الأولمبي الآسيوي - دورة ألعاب غرب آسيا 2002